# Kelly (sångare)
Kelly, född 12 mars 1988 i Tirana, är en albansk sångare. I december 2012 debuterade han i Festivali i Këngës 51 med låten "Ylli im polar".

## Biografi
Kelly föddes i den albanska huvudstaden Tirana år 1988. Han studerade vid konstakademin (Akademia i Artevë) i sin hemstad och arbetar som musikproducent. Han har både själv producerat och framfört flera hitlåtar.
År 2008 debuterade han i musiktävlingen Top Fest med låten "Braktisja" med vilken han gick till final och vann pris för bästa pop/rocklåt. Samma år debuterade han i Kënga Magjike 10 med låten "Jetove". 2009 ställde han upp i Top Fest för andra gången, med låten "Nesër". I Kënga Magjike 11 år 2009 deltog han tillsammans med sångerskan Silva Gunbardhi och med låten "Pyet zemrën". De tog sig till finalen och tilldelades där pris för bästa tolkning (Interpretimi më i mirë). För tredje året i rad ställde han år 2010 upp i Top Fest. Tillsammans med Iris Hoxha framförde han låten "E vetmja marrëzi" men de lyckades inte ta sig till finalen. I Kënga Magjike 12 ställde han upp med låten "Une jam ai" men lyckades inte ta sig vidare till semifinalen. I Top Fest 2011 deltog han tillsammans med DDP och med låten "Albania", som dock inte blev någon större framgång. Året därpå ställde han upp i Top Fest 9 tillsammans med sångerskan Jeta Faqolli och med låten "Vetëm ajo". De tog sig vidare till semifinalen där deltagarna framför sina bidrag live. De tog sig därefter inte vidare till finalen. I Kënga Magjike 14 slutade han på en 29:e plats med låten "Në të njëjtën hënë" och fick därmed inget pris i tävlingen. I december 2012 kom han att debutera i Festivali i Këngës, Albaniens uttagning till Eurovision Song Contest. Hans bidrag hette "Ylli im polar" (polarstjärna). Han tog sig till finalen och fick där 3 poäng vilket räckte till en 12:e plats av 17 bidrag. I december 2014 deltog han med ett egenkomponerat bidrag i Festivali i Këngës 53. Låten heter "Nesë ti do".
Åt andra artister har han bland annat skrivit en av Blerina Matrakus mest kända låtar, "Si guxonte", som släpptes år 2011.